# Bisdom Lucera-Troia
Het bisdom Lucera-Troia (Latijn: Dioecesis Lucerina-Troiana, Italiaans: Diocesi di Lucera-Troia) is een in Italië gelegen rooms-katholiek bisdom met zetel in de stad Lucera. Het bisdom behoort tot de kerkprovincie Foggia-Bovino en is, samen met het aartsbisdom Manfredonia-Vieste-San Giovanni Rotondo en de bisdommen Cerignola-Ascoli Satriano en San Severo, suffragaan aan het aartsbisdom Foggia-Bovino.

## Geschiedenis
Het bisdom Lucera werd opgericht in de 4e eeuw en was suffragaan aan het aartsbisdom Benevento. In 1391 werd het gebied van het opgeheven bisdom Fiorentino toegevoegd aan het bisdom Lucera. In 1409 gebeurde dit opnieuw met het opgeheven bisdom Tortiboli en in 1439 met het bisdom Civitate. In 1478 werden delen van het bisdom afgestaan voor de wederoprichting van het bisdom Civitate. Op 27 juni 1818 werd het gebied van het opgeheven bisdom Vulturara toegevoegd.
Lucera werd op 30 april 1979 suffragaan aan het aartsbisdom Foggia. Op 30 september 1986 werd het bisdom Troia toegevoegd en werd de naam van het bisdom Lucera-Troia.

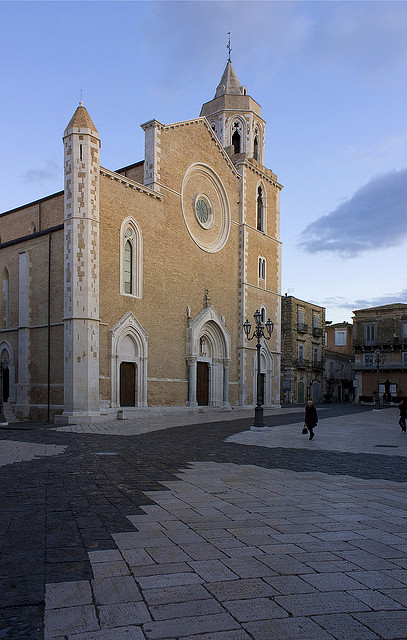
Kathedraal van Lucera
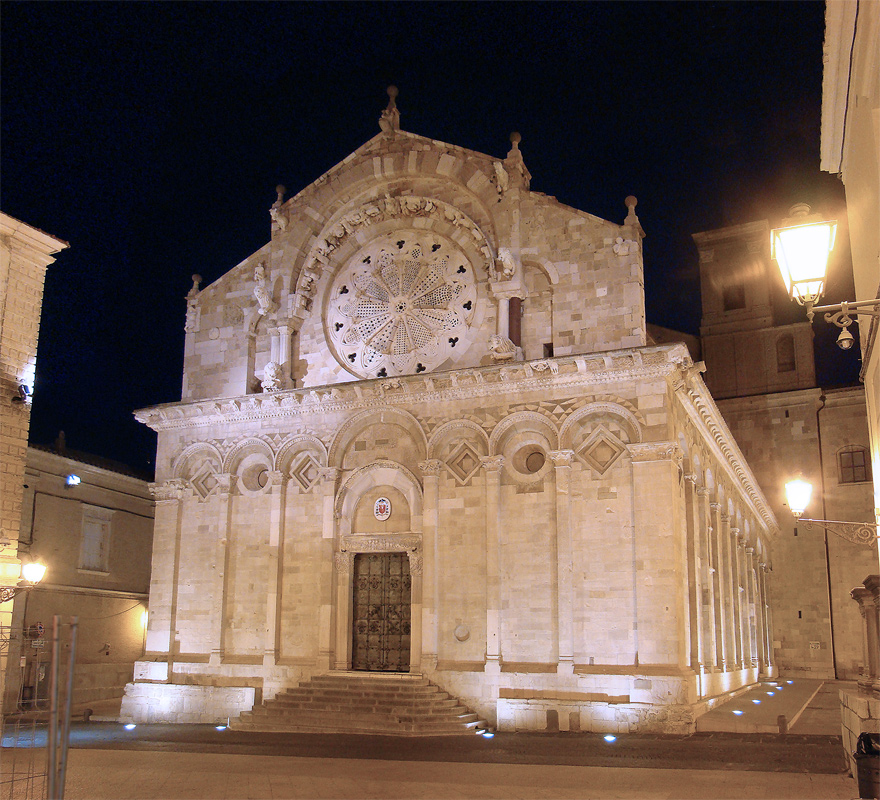
Cokathedraal van Troia
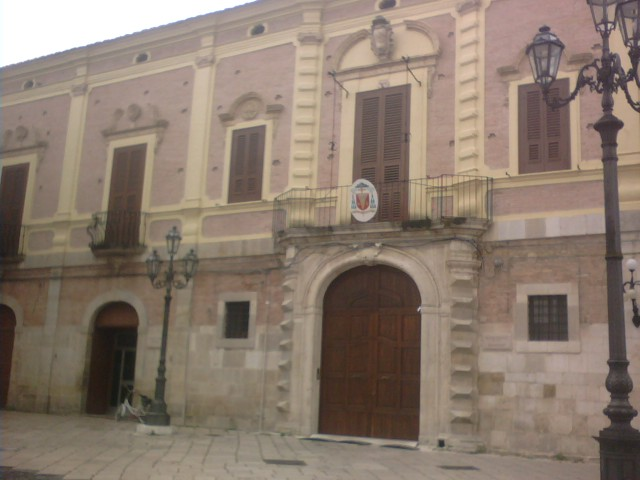
Bisschoppelijk paleis in Lucera

## Bisschoppen van Lucera-Troia
- 1985-1986: Carmelo Cassati, M.S.C. (ook bisschop van San Severo)
- 1987-1996: Raffaele Castielli
- 1997-2007: Francesco Zerrillo
- 2007-heden: Domenico Cornacchia